# Sokolac (gmina Šipovo)
Sokolac (cyr. Соколац) – wieś w Bośni i Hercegowinie, w Republice Serbskiej, w gminie Šipovo. W 2013 roku liczyła 129 mieszkańców.